# Étienne Viard
 (juin 2012).
Si vous disposez d'ouvrages ou d'articles de référence ou si vous connaissez des sites web de qualité traitant du thème abordé ici, merci de compléter l'article en donnant les références utiles à sa vérifiabilité et en les liant à la section « Notes et références ».
Pour les articles homonymes, voir Viard.
Étienne Viard né le 26 mars 1954 est un sculpteur français.

## Biographie
Autodidacte, Étienne Viard s’intéresse d’abord à la céramique, puis, se consacre à la sculpture, travaillant notamment l'acier Corten.  
Chaque pièce est issue d’une longue réflexion consolidée par des dessins, des découpages, des maquettes en préalable à l’œuvre. L’acier en barre ou en feuilles épaisses est découpé puis modelé, puis plié à froid. Les lignes verticales dominent, fortes et souples, évoquant le végétal. Elles laissent s’insinuer la lumière qui rythme et souligne les volumes, ouvrant l’espace, vers l’horizontale.[Interprétation personnelle ?]
Il est depuis 2005 représenté par la galerie Berthet-Aittouares à Paris et depuis 2012 par la galerie Pascal Lainé à Ménerbes.

## Œuvres dans les collections publiques
- Paris, hôpital de la Croix Saint-Simon : sculpture, 2013.
- Saint-Astier, lycée : sculpture, 2009.

## Expositions

### Personnelles
- 1991 : galerie Vera Van Lear, Knokke.
- 1992 : galerie de la cité, Luxembourg.
- 1992 : CIAC, Strasbourg.
- 1993 : galerie Vera Van Lear, Knokke.
- 1994 : Tutesall, Matière et Mémoire, Luxembourg.
- 1994 : galerie Annie Lagier, L'Isle-sur-la-Sorgue.
- 1997 : galerie Annie Lagier, L'Isle-sur-la-Sorgue.
- 2000 : galerie Modus, Berlin.
- 2003 : Cité Radieuse, Marseille.
- 2003 : Espace Gaillane, Avignon.
- 2004 : galerie Avant Garden, New York.
- 2005 : galerie Avant Garden, New York.
- 2006 : galerie BC2, Luxembourg.
- 2007 : galerie Berthet-Aittouarès, Paris[1].
- 2010 : galerie Caroline Vachet, Lyon.
- 2010 : Fête des Lumières, Lyon.
- 2011 : galerie Berthet-Aittouarès, Paris, Sculptures d'acier[1].
- 2012 : cour Saint-Charles, Avignon[2],[3].
- 2013 : Pipper Gallery, Londres.
- 2014 : Le Soleil sur la place, Lyon.
- 2015 : galerie Berthet-Aittouarès, Paris.
- 2016 : Étienne Viard, Dénis d'équilibre, galerie Berthet-Aittouarès, Paris[4].
- 2016 : galerie Pascal Lainé, Ménerbes[5]. Parcours de sculptures monumentales dans le village de Ménerbes.

### Collectives
- 1991 : galerie Vera Van Lear, Knokke.
- 1992 : galerie de la cite, Luxembourg.
- 1993 : galerie Vera Van Lear, Knokke.
- 1994 : Tutesall, Matière et Mémoire, Luxembourg.
- 1995 : CIAC, Strasbourg.
- 1999 : galerie Annie Lagier, L'Isle-sur-la-Sorgue.
- 2000 : galerie Martagon, Malaucene.
- 2001 : cheminement de sculptures, Gigondas.
- 2002 : château de l'Emperi, Salon-de-Provence.
- 2002 : Parcours de l'art, Avignon.
- 2003 : galerie BC2, Luxembourg.
- 2006 : Triptyque, Angers.
- 2008 : galerie Doyen, Vannes.
- 2009 : galerie Doyen, Vannes.
- 2009 : Triptyque, Angers.
- 2009 : place Saint-Sulpice, Paris[6].
- 2010 : Fondation Poppy et Pierre Salinger, Le Thor.
- 2010 : Grand Théâtre, Angers.
- 2011 : Fondation Villa Datris, L'Isle-sur-la-Sorgue.
- 2011 : orangerie du Sénat, Paris[7].
- 2012 : galerie Pascal Lainé, Ménerbes[5],[8].
- 2013 : Winsor Gallery, Vancouver[9].
- 2014 : galerie Pascal Lainé, Ménerbes[5], Nos coups de cœur 2014[8].
- 2016 : galerie Pascal Lainé, Ménerbes[5], avec Mario Prassinos[8].
- 2017 : galerie Faider, Bruxelles[10].

## Foires d'art contemporain
- 2005 : Art Paris 05, Grand Palais, galerie Berthet-Aittouares, Paris.
- 2006 : Art Paris 06, Grand Palais, galerie Berthet-Aittouares, Paris.
- 2007 : Art Paris 07, Grand Palais, galerie Berthet-Aittouares, Paris.
- 2008 : Art Paris 08, Grand Palais, galerie Berthet-Aittouares, Paris.
- 2008 : Les Élysées de l'art, galerie Berthet-Aittouares, Paris.
- 2009 : Art Paris 09, Grand Palais, galerie Berthet-Aittouares, Paris.
- 2009 : Les Élysées de l'art, galerie Berthet-Aittouares, Paris.
- 2010 : Grand Théâtre d'Angers, avec Jean Pierre Schneider.
- 2010 : Art Paris 10, Grand Palais, Paris.
- 2011 : Art Paris 11, Grand Palais, sculptures monumentales, dialogue avec les peintures de Jean Degottex, galerie Berthet-Aittouares, Paris.
- 2012 : Art Paris 12, Grand Palais, Paris.
- 2013 : Art Paris 13, Grand Palais, Paris[11].
- 2014 : BRAFA, Brussels art fair, galerie Berthet-Aittouares, Bruxelles
- 2014 : Art Paris 14 Grand Palais, galerie Berthet-Aittouares], Paris.
- 2015 : BRAFA, Brussels art fair, galerie Berthet-Aittouares, Bruxelles.
- 2015 : Art Paris 15 Grand Palais, galerie Berthet-Aittouares], Paris.
- 2016 : BRAFA, Brussels art fair, galerie Berthet-Aittouares, Bruxelles.
- 2017 : BRAFA, Brussels art fair, galerie Berthet-Aittouares, Bruxelles.